# .bg
.bgは国別コードトップレベルドメイン（ccTLD）の一つで、ブルガリアに割り当てられている。このドメインは現在Register.bgによって運営されている。
このドメインにはいくつかの規制がある。ドメイン登録を行うには、ブルガリアの企業か団体、またはブルガリア国内に支店や代理店を置いた外国の企業でなければならない。ドメイン名は会社名かその略称でなければならない。ただし一般的にブルガリア特許庁で登録した商標ならば、どんな名前でも使える。
ドメインの登録料は年間30ユーロ（VATを含むなら36€）。
2006年中頃まで、初回登録料50アメリカドルと年間の使用料50アメリカドル（VATを含む場合、1年目は120ドル）がかかった。この価格はかなり高額なので多くのブルガリアのサイトは、コストを抑えるため.com(例えば -bg.com)、.org、.netといったドメイン下で登録している（それらドメインの年間使用料は8 - 12ドルほど）。
2006年9月18日から、Register.bgは安価で規制の少ない.a.bg、.b.bg、…（英数字）下の登録を始めた。これは主に個人をターゲットとしている。